# Томек, Матей
Матей Томек (словац. Matej Tomek; род. 24 мая 1997, Братислава) — словацкий хоккеист, вратарь. Выступает за Университет Северной Дакоты в чемпионате NCAA.

## Карьера
Выступал за «Топеке РоудРаннерс» (NAHL).
В составе юниорской сборной Словакии участник чемпионата мира 2014.